# Erythroxylum boivinianum
Erythroxylum boivinianum är en tvåhjärtbladig växtart som beskrevs av Henri Ernest Baillon. Erythroxylum boivinianum ingår i släktet Erythroxylum och familjen Erythroxylaceae. Inga underarter finns listade i Catalogue of Life.